# 陳文塽
陳文塽，湖北省武昌府蒲圻縣人，清朝政治人物、進士出身。
光緒十二年（1886年），参加光緒丙戌科殿試，登進士二甲52名。同年五月，改翰林院庶吉士。光緒十八年五月，散館，著以部属用。